# Рибани, Ганс
Ганс (Ханс) Рибани (эст. Hans Rebane; 24 декабря 1882, мыза Арма, приход Халлисте, уезд Пярнумаа, Лифляндская губерния, Российская империя (ныне уезд Вильяндимаа, Эстония) — 16 декабря 1961, Стокгольм, Швеция) — эстонский политический и государственный деятель, дипломат, министр иностранных дел Эстонии (1926, 1927—1928), Министр иностранных дел Эстонии в изгнании (1945—1949)), журналист, редактор.

## Биография
Сын фермера. С 1903 года изучал медицину в Юрьевском университете, затем —экономику в университете Берлина. С 1906 по 1917 год работал редактором эстонской газеты Postimees, с 1918 по 1927 год — главным редактором газеты Eesti Päevaleht.
После возникновения независимой Эстонской Республики занялся политикой. Был членом парламента Эстонии
В декабре 1926 года и с 9 декабря 1927 по 4 декабря 1928 года занимал пост министра иностранных дел Эстонской Республики. Позже, с 1931 по 1937 год был послом Эстонии в Финляндии, где построил здание посольства, в котором до сих пор находится эстонское посольство. Затем, в 1936 году назначен послом в Латвию, где его застало присоединение Эстонии к СССР.
В 1940 году был арестован советскими властями вместе с другими эстонскими дипломатами. Во время транспортировки на тюремном корабле Рибани удалось бежать, выпрыгнув за борт. Рибани выжил и в 1944 году бежал в Швецию.
С 15 января 1945 года по 24 июня 1949 года был министром иностранных дел Эстонии в изгнании.
Умер в Стокгольме в 1961 году, где и был похоронен.